# Hawkmoon 269
Hawkmoon 269 – piosenka rockowej grupy U2, pochodząca z jej wydanego w 1988 roku albumu Rattle and Hum. Na organach słyszanych na początku oraz w tle utworu zagrał Bob Dylan.

## Znaczenie tytułu
W jednym z wywiadów, wokalista grupy, Bono, powiedział, że tytuł piosenki był hołdem dla pisarza Sama Sheparda, który napisał m.in. książkę Hawk Moon. Liczba 269 w tytule wzięła się prawdopodobnie od innej książki Sheparda, Motel Chronicles. Bono powiedział również, iż zespół miksował piosenkę w sumie 269 razy. Przez lata uważano słowa te za żart, jednak zostały one potwierdzone przez The Edge’a w U2 by U2, gdy przyznał, że U2 spędził trzy tygodnie na miksowaniu utworu. Nie zgodził się on także z wcześniejszymi słowami Bono, twierdząc, iż tytuł piosenki nie miał nic wspólnego z Shepardem, tylko pochodził od nazwy miejscowości w Stanach Zjednoczonych.

## Wykonania koncertowe
Piosenka była jedną z sześciu, które na zmianę rozpoczynały występy w ramach trasy Lovetown Tour. Po raz pierwszy utwór został zagrany na żywo 21 września 1989 roku w australijskim Perth. Wykonanie to różniło się nieznacznie od wersji albumowej. „Hawkmoon 269” po raz ostatni została zagrana na żywo 18 grudnia 1989 roku w Amsterdamie.
Po zakończeniu trasy Lovetown Tour, piosenka została zagrana tylko raz, jednak był to wyłącznie jej krótki fragment. 12 lipca 2001 roku, podczas koncertu w Kolonii, Bono zaśpiewał kilka wersów „Hawkmoon 269”, na początku piosenki „Desire”.